# Shane Rimmer
Shane Rimmer (* 28. Mai 1929 in Toronto, Kanada; † 29. März 2019 in Potters Bar, England) war ein kanadischer Schauspieler, der vor allem durch die Stimme von Scott Tracy in der Fernsehserie Thunderbirds Bekanntheit erlangte. Auch spielte er in zahlreichen Filmklassikern wie Jenseits von Afrika (1985) oder Gandhi (1982) Nebenrollen. Seine bekannteste Filmrolle bekleidete er jedoch im James-Bond-Film Der Spion, der mich liebte (1977) als U-Boot-Kapitän Carter.

## Leben
Rimmer begann seine Karriere 1958 mit ersten Fernsehrollen. Seinen ersten Spielfilmauftritt hatte er in Dr. Seltsam, oder wie ich lernte, die Bombe zu lieben (1964).
Seinen Durchbruch hatte er mit der Stimme von Scott Tracy in der Fernsehserie Thunderbirds (1965–1966).
Im folgenden Jahr war er das erste Mal in einem James-Bond-Film zu sehen: James Bond 007 – Man lebt nur zweimal, doch er wurde nicht im Abspann erwähnt. 1971 konnte Rimmer in Diamantenfieber die Nebenrolle des Tom spielen und 1977 wurde ihm mit der Rolle des U-Boot-Kapitäns Carter in Der Spion, der mich liebte eine größere Rolle zuteil.
Rimmers Karriere bestimmten zahllose Nebenrollen in berühmten Filmen. Daneben trat er in tragenden Rollen in einzelnen Episoden bekannter Fernsehserien auf.
Rimmer war verheiratet und hatte drei Söhne. Er lebte in Hertfordshire und veröffentlichte 2003 seine Autobiographie.

## Filmografie (Auswahl)

### Filme
- 1964: Dr. Seltsam, oder wie ich lernte, die Bombe zu lieben (Dr. Strangelove or: How I Learned to Stop Worrying and Love the Bomb)
- 1965: Zwischenfall im Atlantik (The Bedford Incident)
- 1967: James Bond 007 – Man lebt nur zweimal (You Only Live Twice)
- 1971: James Bond 007 – Diamantenfieber (Diamonds Are Forever)
- 1973: Scorpio, der Killer (Scorpio)
- 1974: Das Chaos-Duo (S*P*Y*S)
- 1975: Ein Mann rechnet ab (The ‘Human’ Factor)
- 1975: Rollerball
- 1977: Caprona 2. Teil (The People That Time Forgot)
- 1977: Das Ultimatum (Twilight’s Last Gleaming)
- 1977: Eine beispiellose Affäre (Nasty Habits)
- 1977: Krieg der Sterne (Star Wars)
- 1977: James Bond 007 – Der Spion, der mich liebte (The Spy Who Loved Me)
- 1977: Julia
- 1978: Silber, Banken und Ganoven (Silver Bear)
- 1979: Charlie Muffin
- 1979: Im Banne des Kalifen (Arabian Adventure)
- 1979: Das tödliche Dreieck (Hanover Street)
- 1980: Superman II – Allein gegen alle (Superman II)
- 1981: Die Hunde des Krieges (The Dogs of War)
- 1982: Gandhi
- 1983: Begierde (The Hunger)
- 1983: Karriere durch alle Betten (The Lonely Lady)
- 1983: Superman III – Der stählerne Blitz (Superman III)
- 1985: Jenseits von Afrika (Out Of Africa)
- 1985: White Nights – Die Nacht der Entscheidung (White Nights)
- 1985: Der 4 1/2 Billionen Dollar Vertrag (The Holcroft Covenant)
- 1986: Die Bombe fliegt (Whoops Apocalypse)
- 1987: Eine Pfeife in Amerika (The Return of Sherlock Holmes)
- 1988: Agent ohne Namen (The Bourne Identity)
- 1988: Crusoe
- 1989: Todesflug KAL 007 (Coded Hostile / Tailspin: Behind the Korean Airliner Tragedy, Fernsehfilm)
- 1991: Der Kuß vor dem Tode (A Kiss Before Dying)
- 1992: Das Jahr des Kometen (Year of the Comet)
- 1993: Lippenstift am Kragen (Lipstick on Your Collar; Fernsehserie)
- 1995: Knightskater – Ritter auf Rollerblades (A Kid in King Arthur’s Court)
- 1996: Space Truckers
- 1998: Nur Liebe hält ewig (Only Love)
- 2001: Spy Game – Der finale Countdown (Spy Game)
- 2005: Batman Begins
- 2005: Mein Freund Mee Shee (Mee-Shee: The Water Giant)
- 2006: Alien Autopsy – Das All zu Gast bei Freunden (Alien Autopsy)
- 2010: Lovelorn
- 2012: Dark Shadows

### Fernsehserien
- 1960: R.C.M.P. (eine Folge)
- 1964: Simon Templar (The Saint; eine Folge)
- 1965: Geheimauftrag für John Drake (Danger Man; eine Folge)
- 1965–1966: Thunderbirds (32 Folgen)
- 1966: Doctor Who (zwei Folgen)
- 1966: Orlando (sechs Folgen)
- 1967–1968: Captain Scarlet und die Rache der Mysterons (Captain Scarlet and the Mysterons; vier Folgen)
- 1968–1988: Coronation Street (fünf Folgen)
- 1968–69: Joe 90 (fünf Folgen)
- 1970–1971: UFO (drei Folgen)
- 1971: Die 2 – Der große Lomax (The Persuaders!; eine Folge)
- 1973: Orson Welles erzählt (Great Mysteries; eine Folge)
- 1973: Kein Pardon für Schutzengel (The Protectors; zwei Folgen)
- 1975–1976: Mondbasis Alpha 1 (Space: 1999; fünf Folgen)
- 1978: Fünf Freunde (Famous Five; eine Folge)
- 1979: Simon Templar – Ein Gentleman mit Heiligenschein (The Return of The Saint; eine Folge)
- 1980–1982: Die unglaublichen Geschichten von Roald Dahl (Tales of the Unexpected; zwei Folgen)
- 1984: Detektei Blunt – Knisternde Blüten (Agatha Christie’s Partners in Crime; eine Folge)
- 1984: Alas Smith & Jones (drei Folgen)
- 1986–1987: Dick Spanner, P.I. (22 Folgen)
- 1988: A Very British Coup (drei Folgen)
- 1989: The Saint: The Software Murders (Fernsehfilm)
- 1989: Die Waffen des Gesetzes (Street Legal; eine Folge)
- 1989: The Bretts (eine Folge)
- 1991: Van der Valk
- 1993: Lippenstift am Kragen (Lipstick on Your Collar; fünf Folgen)
- 2015: Thunderbirds